# Tomahawk (Walibi Holland)
Tomahawk is een attractie in familiepretpark Walibi Holland in Biddinghuizen.
De attractie werd gebouwd in 2000 door SBF Visa en is gesitueerd in het themagebied Zero Zone. De frisbee-attractie is als het ware een soort schommelschip met de bijkomstigheid dat bezoekers hierin, in een ring zitten, en het platform draait.
Afbeeldingen · Lijst van attracties